# مداپیهیلا
مداپیهیلا (به لاتین: Medapihilla) یک منطقهٔ مسکونی در سری‌لانکا است که در استان مرکزی (سری‌لانکا) واقع شده‌است.